# Scilla welwitschii
Scilla welwitschii är en sparrisväxtart som beskrevs av Karl von Poellnitz. Scilla welwitschii ingår i släktet blåstjärnesläktet, och familjen sparrisväxter. Inga underarter finns listade i Catalogue of Life.